# Ophrygonius inaequalis
Ophrygonius inaequalis es una especie de coleóptero de la familia Passalidae.

## Distribución geográfica
Habita en las Molucas y Filipinas.